# 더 킹 오브 파이터즈 '96
《더 킹 오브 파이터즈 '96》(The King of Fighters '96, 약칭 KOF '96)는 SNK가 제작한 아케이드 대전 격투 게임이다. 《더 킹 오브 파이터즈》 시리즈의 세 번째 작품으로, 네오지오 시스템으로 1996년 7월 30일 발매됐다.
시리즈 최초로 제자리 회피를 대신해 전방 및 후방 구르기를 도입하는 등, 전체적으로 게임플레이 시스템에 큰 변화점을 가져왔다. 이번 작의 이야기는 새 등장인물인 야타 일족의 일원 카구라 치즈루가 '더 킹 오브 파이터즈'를 주최해 인재들을 모아 곧 부활할 악마 오로치에 맞서 대비하는 이야기를 그렸다.
아케이드로 발매 후 네오지오 CD, 세가 새턴 및 플레이스테이션로 이식판이 발매됐고, 타카라가 개발을 담당한 게임보이판이 1997년 출시됐다. 2006년 Wii, 플레이스테이션 2 및 플레이스테이션 포터블로 발매된 《킹 오브 파이터즈 컬렉션 오로치 사가》에 포함됐고, 2011년에 Wii 버추얼 콘솔로 재발매됐다.

## 게임플레이
전체적인 게임플레이는 《더 킹 오브 파이터즈 '95》와 유사하나, 일부 기술 및 시스템에 큰 변화가 일어나 전체적으로 근거리전 양상으로 바뀌었다. 먼저 A, B 버튼을 동시에 눌러 제자리 회피가 사라지고, 대신 전방/후방 구르기를 도입해 상대방의 공격을 피하는 동시에 바로 접근할 수 있도록 조정했다. 캐릭터가 할 수 있는 점프도 세분화되어, 조이스틱을 위로 길게 올리거나 짧게 끊어치는 것의 차이에 따라 소점프, 잔상소점프, 대점프 등 다양한 종류의 도약을 할 수 있게 됐다. 또한 상대방에게 맞고 날아갔을 시, 땅에 떨어지는 순간에 A, B 버튼을 동시에 눌러 낙법을 할 수 있게 되어서 피격 후에도 공격에 대비를 할 수 있게끔 시스템이 발달됐다.
그외에 캐릭터간 상성 시스템이 처음으로 시도했는데, 예를 들어 쿠사나기 쿄와 야가미 이오리처럼 이야기상 서로 사이가 안 좋은 사이가 같은 팀에 있을 경우, 같은 편이 피격을 당했을 때 도움을 청해도 응하지 않는 경우가 생겼다.

## 줄거리 및 등장인물
원래 '더 킹 오브 파이터즈' 대회를 열던 루갈 번스타인이 《KOF '95》에서 사망함에 따라, 야타 족의 대표이자 사악한 오로치 일족을 막기위해 실력있는 싸움꾼을 찾고자하는 카구라 치즈루가 새로운 보스로 등장한다. 최종보스는 오로치 일족의 일원인 게니츠이다.
원래 출연진에도 큰 변화에 생겼다. 전작에서 참가했던 라이벌 팀이 해체됐고, 그 중 야가미 이오리만 남아 루갈의 비서였던 매츄어와 바이스와 합류해 야가미 팀을 만들었다. 용호의 권 팀에서 타쿠마 사카자키가 은퇴한 자리에 원래 여성 격투가 팀이었던 유리 사카자키가 채웠고, 여성 격투가 팀엔 《용호의 권 3》의 토도 카스미가 참가했다. 이카리 팀에선 하이데른 대신 새 캐릭터 레오나 하이데른이 등장했다. 그 외에 《아랑전설》과 《용호의 권》 시리즈의 최종보스였던 기스 하워드, 미스터 빅, 울프강 크라우저가 모인 보스 팀이 참전했다.
| 주연 팀                                         | 아랑전설 팀                             | 용호의 권 팀                                    | 뉴 이카리 워리어즈 팀                       | 사이코 솔저 팀                            |
| ----------------------------------------------- | --------------------------------------- | ----------------------------------------------- | ------------------------------------------- | ----------------------------------------- |
| - 쿠사나기 쿄 - 니카이도 베니마루 - 다이몬 고로 | - 테리 보가드 - 앤디 보가드 - 조 히가시 | - 료 사카자키 - 로버트 가르시아 - 유리 사카자키 | - 클락 스틸 - 랄프 존스 - 레오나 하이데른   | - 아사미야 아테나 - 시이 켄수 - 친 겐사이 |
| 여성부 팀                                       | 한국태권 팀                             | 야가미 팀                                       | 보스 팀                                     | 기타                                      |
| - 토도 카스미 - 킹 - 시라누이 마이              | - 김갑환 - 장거한 - 최번개              | - 야가미 이오리 - 매츄어 - 바이스               | - 기스 하워드 - 볼프강 크라우저 - 미스터 빅 | - 카구라 치즈루 - 게니츠                  |

## 발매
《더 킹 오브 파이터즈 '96》는 일본서 아케이드로 1996년 7월 30일 최초로 출시됐다. 가정용 네오지오 콘솔은 1996년 9월 27일, 네오지오 CD판은 9월 26일에 발매됐다. 1997년 2월 14일에는 홍보용으로 제작된 특전 타이틀 《더 킹 오브 파이터즈 '96 네오지오 컬렉션》이 네오지오 CD로만 출시됐는데, 여기에는 등장인물마다 각각의 성우가 직접 소개하는 캐릭터 이력, 갤러리, 커맨드 목록, 사운드 테스트 등이 수록됐다. 이후 이 특전판의 대부분 내용을 수록한 윈도우 및 매킨토시용 《더 킹 오브 파이터즈 '96 퍼펙트 파일》이 1997년 6월 18일에 출시됐다.
세가 새턴 및 플레이스테이션판은 일본에서만 각각 1996년 12월 31일, 1997년 7월 4일에 출시됐다. 새턴 판의 경우 애니메이션을 추가할 수 있는 1MB 램 카트리지를 지원한다. 세가 새턴판은 이후 염가판 〈새턴 베스트 컬렉션〉이 1998년 10월 1일에 출시됐으며, 플레이스테이션도 염가판 〈플레이스테이션 더 베스트〉 버전이 출시됐다.
전작 《KOF '95》와 마찬가지로 타카라가 게임보이 이식판인 《열투 더 킹 오브 파이터즈 '96》을 1997년 8월 8일 발매했다. 유럽에서는 1998년 《더 킹 오브 파이터즈: 히트 오브 배틀》이라는 제목으로 출시됐다. 이 판에선 네오지오의 29명의 출연진 중 17명만 포함했으나, 대신 《더 킹 오브 파이터즈 '97》에 등장한 각성 이오리 및 각성 레오나와 《용호의 권》의 미스터 가라데가 추가됐다.
이후 네오지오 판은 2008년 플레이스테이션 2, 플레이스테이션 포터블 및 Wii로 발매된 《킹 오브 파이터즈 컬렉션 오로치 사가》에 수록됐다.

## 평가
| 평론 점수     | 평론 점수 |
| 평론사        | 점수      |
| ------------- | --------- |
| EGM           | 7.5/10    |
| 닌텐도 라이프 | 7/10      |

| 수상                      | 수상                     |
| 평론사                    | 수상                     |
| ------------------------- | ------------------------ |
| Electronic Gaming Monthly | Neo Geo Game of the Year |

## 참조
1. ↑  영어: The King of Fighters: Heat of Battle